# Ray West
Pour les articles homonymes, voir West.
George Raymond "Ray" West est un ingénieur du son américain né le 29 novembre 1925 à Détroit (Michigan) et mort le 17 février 2016 à Santa Barbara (Californie).

## Biographie
Abandonné par ses parents à 12 ans lors de la Grande Dépression, il a fait de nombreux petits boulots. Au cours de la Seconde Guerre mondiale, il sert dans la Navy.

## Filmographie (sélection)
- 1977 : Star Wars, épisode IV : Un nouvel espoir (Star Wars Episode IV: A New Hope) de George Lucas
- 1977 : Cours après moi shérif (Smokey and the Bandit) d'Hal Needham
- 1981 : Les Faucons de la nuit (Nighthawks) de Bruce Malmuth
- 1982 : Star Trek 2 : La Colère de Khan (Star Trek II: The Wrath of Khan) de Nicholas Meyer
- 1984 : Star Trek 3 : À la recherche de Spock (Star Trek III: The Search for Spock) de Leonard Nimoy
- 1985 : Le Retour des morts-vivants (The Return of the Living Dead) de Dan O'Bannon
- 1985 : Vendredi 13, chapitre V : Une nouvelle terreur (Friday the 13th Part V: A New Beginning) de Danny Steinmann
- 1985 : Mask de Peter Bogdanovich

## Distinctions
- Oscars 1978 : Oscar du meilleur mixage de son pour Star Wars, épisode IV
- BAFTA 1979 : BAFTA du meilleur son pour Star Wars, épisode IV